# Коннер, Крис
Крис Ко́ннер (англ. Chris Conner; 23 декабря 1983; Уэстленд, Мичиган, США) — американский хоккеист,  правый крайний нападающий клуба АХЛ «Лихай Уэлли Фантомс».

## Детство
Крис Коннер родился и вырос в штате Мичиган. В юности посещал Школу им. Черчилля в г. Ливонии, Мичиган. По соседству с ним жил Райан Кеслер, нынешний форвард «Анахайм Дакс», с которым они вместе выросли и с детства играли в хоккей.

## Карьера игрока

### Ранние годы
Коннер отыграл четыре сезона за команду Мичиганского технологического университета в Западной хоккейной ассоциации колледжей (WCHA) - с 2002 по 2006 гг.

### Клубная карьера
13 июля 2006 года Коннер подписал в качестве свободного агента контракт с "Даллас Старз" на два года. Затем он был отправлен в партнерский клуб "Айова Старз" для начала сезона 2006-07. Свой первый гол в НХЛ он забил во время игры против "Колорадо Эвеланш" 27 декабря 2006 года. В конце сезона "Даллас Старз" подписал с хоккеистом однолетний контракт.
После выступлений в сезоне 2008-09 за "Даллас Старз" и "Пеория Ривермен" Коннер подписал 7 июля 2009 года однолетний контракт с "Питтсбург Пингвинз". За сезон 2010-11 он отыграл 60 матчей в НХЛ за эту команду, забив семь шайб с девяти передач. Крис забил вторую шайбу в пятой игре первого раунда серии "Питтсбурга" против "Тампа-Бэй Лайтнинг", которая закончилась поражением "пингвинов" - 2:8. Коннеру не удалось реализовать буллит во время второго периода в следующей игре - шайба отскочила от клюшки, когда он приближался к вратарю "Лайтнинг" Дуэйну Ролосону. "Питтсбург Пингвинз" в итоге проиграл серию в семи играх.
7 июля 2011 года Коннер подписал однолетний двусторонний договор с "Детройт Ред Уингз".
В следующем сезоне 2012-13 Коннер подписал контракт на один год с "Финикс Койотс" и играл за фарм-клуб "Портленд Пайретс". Позже он был вызван в "Финикс Койотс", чтобы помочь команде в борьбе за выход в плей-офф, сыграв 12 матчей и заработав 2 очка, прежде чем снова вернуться в "Портленд Пайретс" до конца сезона.
5 июля 2013 года Коннер подписан двусторонний контракт на два года с клубом "Питтсбург Пингвинз". Выступая за «Питтсбург», он набрал 5 (4+1) очков в 19 играх регулярного чемпионата НХЛ. За фарм-клуб «пингвинов» в АХЛ - «Уилкс-Барре» – он провел 17 игр и набрал 11 (6+5) очков.
1 июля 2014 года Коннер подписал контракт с «Вашингтон Кэпиталз». Соглашение с игроком рассчитано на один год и носит двусторонний характер.
За сезон 2014-2015 он отыграл за фарм-клуб "Херши Беарс" 25 матчей и заработал 21 очко.
Всего в НХЛ на счету Криса Коннера 178 матчей и 50 (22+28) очков.
В июле 2015 года хоккеист заключил двухлетний контракт с "Филадельфия Флайерз". В сентябре по решению тренерского штаба «Флайерз» несколько игроков, в том числе и Коннер, были переведены в состав фарм-клуба «Лихай Вэлли», так как не смогли закрепиться в основном составе «летчиков».